# Atletiek op de Olympische Zomerspelen 2016 – Hink-stap-springen mannen
Het hink-stap-springen voor de mannen op de Olympische Zomerspelen 2016 vond plaats op maandag 15 en dinsdag 16 augustus 2016. Regerend olympisch kampioen was Christian Taylor uit de Verenigde Staten, die zijn titel in Rio de Janeiro met succes verdedigde. De wedstrijd bestond uit een kwalificatieronde, waar atleten in drie pogingen bij de beste twaalf deelnemers moesten komen om een plaats in de finale af te dwingen. De kwalificatie-eis was een sprong van 16,95 meter; slechts vijf deelnemers voldeden aan die afstand, waardoor de zeven beste overige atleten ook werden geselecteerd. In de finale kreeg iedere verspringer drie kansen, waarna de vier atleten met de minste scores afvielen. De overige acht kregen nog drie mogelijkheden. De Amerikaan Taylor won het goud met een sprong van 17,86 meter, tien centimeter meer dan zijn landgenoot Will Claye.
Een X in onderstaand overzicht duidt op een ongeldige sprong, doorgaans wanneer een verspringer voorbij de balk afzette.

## Uitslagen

### Kwalificatieronde
| rang | serie | naam                   | land                        | 1     | 2     | 3     | br    |      |
| ---- | ----- | ---------------------- | --------------------------- | ----- | ----- | ----- | ----- | ---- |
| 1    | B     | Christian Taylor       | Verenigde Staten            | 17,24 | DNS   | DNS   | 17,24 | Q    |
| 2    | A     | Dong Bin               | China                       | 17,10 | DNS   | DNS   | 17,10 | Q    |
| 3    | A     | Will Claye             | Verenigde Staten            | 16,43 | 16,76 | 17,05 | 17,05 | Q    |
| 4    | B     | Nelson Évora           | Portugal                    | 16,48 | 16,72 | 16,99 | 16,99 | Q SB |
| 5    | A     | Cao Shuo               | China                       | 16,97 | DNS   | DNS   | 16,97 | Q    |
| 6    | A     | Troy Doris             | Guyana                      | 16,54 | 16,58 | 16,81 | 16,81 | Q    |
| 7    | B     | Karol Hoffmann         | Polen                       | 16,79 | 16,75 | X     | 16,79 | Q    |
| 8    | B     | Jhon Murillo           | Colombia                    | 16,78 | 16,58 | X     | 16,78 | Q    |
| 9    | A     | Benjamin Compaoré      | Frankrijk                   | 16,34 | 16,57 | 16,72 | 16,72 | Q    |
| 10   | A     | Alberto Álvarez        | Mexico                      | 16,50 | 16,67 | 16,60 | 16,67 | Q    |
| 11   | B     | Xu Xialong             | China                       | X     | 16,35 | 16,65 | 16,65 | Q    |
| 12   | B     | Lazaro Martinez        | Cuba                        | 16,38 | X     | 16,61 | 16,61 | Q    |
| 13   | B     | Harold Correa          | Frankrijk                   | 16,31 | 16,60 | 16,55 | 16,60 |      |
| 14   | A     | Ernesto Reve           | Cuba                        | 16,13 | 16,16 | 16,58 | 16,58 |      |
| 15   | A     | Max Heß                | Duitsland                   | 13,88 | X     | 16,56 | 16,56 |      |
| 16   | B     | Chris Benard           | Verenigde Staten            | X     | 16,44 | 16,55 | 16,55 |      |
| 17   | B     | Fabrizio Donato        | Italië                      | 16,54 | X     | X     | 16,54 |      |
| 18   | A     | Leevan Sands           | Bahama's                    | 16,47 | X     | 16,53 | 16,53 |      |
| 19   | B     | Dmitri Platnitski      | Wit-Rusland                 | X     | 16,48 | 16,52 | 16,52 |      |
| 20   | A     | Maksim Niastsiarenka   | Wit-Rusland                 | 16,12 | 16,39 | 16,52 | 16,52 |      |
| 21   | B     | Godfrey Khotso Mokoena | Zuid-Afrika                 | 15,13 | 16,51 | 16,44 | 16,51 |      |
| 22   | A     | Fabian Florant         | Nederland                   | 16,51 | X     | X     | 16,51 |      |
| 23   | B     | Tosin Oke              | Nigeria                     | X     | 16,45 | 16,47 | 16,47 |      |
| 24   | B     | Mamadou Cherif Dia     | Mali                        | X     | 16,45 | 16,19 | 16,45 | SB   |
| 25   | A     | Nazim Babayev          | Azerbeidzjan                | X     | 16,38 | 15,60 | 16,38 |      |
| 26   | A     | Rumen Dimitrov         | Bulgarije                   | 16,23 | X     | 16,36 | 16,36 |      |
| 27   | B     | Kim Deok-hyeon         | Zuid-Korea                  | X     | 16,13 | 16,36 | 16,36 |      |
| 28   | B     | Jonathan Drack         | Mauritius                   | X     | X     | 16,21 | 16,21 |      |
| 29   | A     | Daigo Hasegawa         | Japan                       | 16,17 | 15,93 | X     | 16,17 |      |
| 30   | B     | Renjith Maheswary      | India                       | 15,80 | 16,13 | 15,99 | 16,13 |      |
| 31   | B     | Pablo Torrijos         | Spanje                      | 15,78 | 16,11 | 15,74 | 16,11 |      |
| 32   | A     | Olu Olamigoke          | Nigeria                     | 16,10 | 15,95 | 15,64 | 16,10 |      |
| 33   | A     | Clive Pullen           | Jamaica                     | X     | X     | 16,08 | 16,08 |      |
| 34   | B     | Fabrice Zango Hugues   | Burkina Faso                | 15,99 | X     | X     | 15,99 |      |
| 35   | B     | Kohei Yamashita        | Japan                       | 15,71 | 15,46 | 15,66 | 15,71 |      |
| 36   | A     | Levon Aghasyan         | Armenië                     | X     | 15,54 | X     | 15,54 |      |
| 37   | B     | Artsem Bandarenka      | Wit-Rusland                 | 15,43 | X     | X     | 15,43 |      |
| 38   | B     | Vladimir Letnicov      | Moldavië                    | X     | 15,29 | X     | 15,29 |      |
| 39   | B     | Georgi Tsonov          | Bulgarije                   | X     | X     | 15,20 | 15,20 |      |
| 40   | B     | Latario Collie-Minns   | Bahama's                    | X     | X     | X     | —     |      |
| 40   | A     | Yordanys Duranona      | Dominica                    | X     | X     | X     | —     |      |
| 40   | A     | Muhammad Halim         | Amerikaanse Maagdeneilanden | X     | X     | X     | —     |      |
| 40   | B     | Ruslan Korbanov        | Oezbekistan                 | X     | X     | X     | —     |      |
| 40   | A     | Marian Oprea           | Roemenië                    | X     | X     | X     | —     |      |
| 40   | B     | Şeref Osmanoğlu        | Turkije                     | X     | X     | X     | —     |      |
| 40   | A     | Lasha Torgvaidze       | Georgië                     | X     | X     | X     | —     |      |
| 40   | A     | Roman Valiyev          | Kazachstan                  | X     | X     | X     | —     |      |
| 40   | A     | Pedro Pablo Pichardo   | Cuba                        | X     | X     | X     | —     |      |

## Finale
| rang   | naam              | land             | 1     | 2     | 3     | 4             | 5             | 6             | br    |    |
| ------ | ----------------- | ---------------- | ----- | ----- | ----- | ------------- | ------------- | ------------- | ----- | -- |
| Goud   | Christian Taylor  | Verenigde Staten | 17,86 | 17,77 | X     | 17,77         | X             | X             | 17,86 | SB |
| Zilver | Will Claye        | Verenigde Staten | 17,76 | X     | X     | 17,61         | X             | 17,55         | 17,76 | PR |
| Brons  | Dong Bin          | China            | 17,58 | X     | X     | –             | –             | –             | 17,58 | PR |
| 4      | Cao Shuo          | China            | 16,78 | X     | 16,89 | X             | 17,13         | 15,27         | 17,13 | SB |
| 5      | Jhon Murillo      | Colombia         | X     | 17,09 | 16,43 | 16,79         | 16,66         | X             | 17,09 | NR |
| 6      | Nelson Évora      | Portugal         | 16,90 | 16,93 | 17,03 | X             | X             | X             | 17,03 | SB |
| 7      | Troy Doris        | Guyana           | 16,88 | X     | 16,63 | X             | 16,90         | X             | 16,90 |    |
| 8      | Lázaro Martínez   | Cuba             | 16,68 | X     | X     | 15,89         | –             | 15,23         | 16,68 |    |
| 9      | Alberto Álvarez   | Mexico           | 16,26 | 16,56 | 16,47 | uitgeschakeld | uitgeschakeld | uitgeschakeld | 16,56 |    |
| 10     | Benjamin Compaoré | Frankrijk        | 15,53 | 16,54 | 16,47 | uitgeschakeld | uitgeschakeld | uitgeschakeld | 16,54 |    |
| 11     | Xu Xiaolong       | China            | 16,41 | X     | 16,29 | uitgeschakeld | uitgeschakeld | uitgeschakeld | 16,41 |    |
| 12     | Karol Hoffmann    | Polen            | 16,31 | X     | X     | uitgeschakeld | uitgeschakeld | uitgeschakeld | 16,31 |    |